# الکساندر لورای
الکساندر لورای (انگلیسی: Alexandre Lauray؛ زادهٔ ۱۸ مارس ۱۹۹۷) بازیکن فوتبال است.
از باشگاه‌هایی که در آن بازی کرده‌است می‌توان به باشگاه فوتبال بوردو اشاره کرد.